# Abbandono (assicurazione)
In diritto, l'abbandono è un istituto giuridico contrattuale per cui, al verificarsi di talune gravi circostanze in corso di viaggio, l'assicurato dichiara di trasferire agli assicuratori la proprietà del bene distrutto o perduto. Tale dichiarazione può quindi riferirsi alla merce, alla nave, dall'aeromobile, nonché al nolo da guadagnare (art. 540,541,542, 1006,1007,1008 del Codice della Navigazione).
La polizza italiana per navi ed imbarcazioni da diporto prevede la facoltà di notificare l'abbandono quando l'ammontare delle spese di riparazione raggiungono il valore commerciale e ciò in deroga all'art. 540 del C.d.n.
| Controllo di autorità | Thesaurus BNCF 25363 |